# Hemodynamik
Hemodynamik är det medicinska studiet av den fysiologiska funktionen av blodcirkulationen och därmed av hjärtfunktionen och kärlmotstånd. Syftet med funktionen är att förse celler med bland annat syre, näringsämnen och hormoner. Hemodynamiken är ett sätt för kroppen att anpassa sig till miljön, och den är därför ständigt skiftande hos en individ.
Inom hemodynamiken studeras blodtryck, hjärtminutvolym, hjärtfrekvens, puls, blodvolym, hjärtvolym, hjärttoner, samt egenskaper i hjärtat och blodkärlen såsom kärlkapacitans och kärlmotsånd, och trycket i hjärtkammaren och hjärtats förmak. Cirkulationen innefattar allt från aortans funktion till mikrocirkulation i vävnader.
Normohemodynamiskt tillstånd, det vill säga det ideala tillståndet för blodcirkulationen, är olika för könen, olika åldrar och olika ämnesomsättningstillstånd (till exempel under träning eller sömn). Till de typiska hemodynamiska mätningarna hör EKG och blodtrycksmätning med manschett. Fram till början av 1990-talet räknades hjärtminutvolymen som det grundläggande hemodynamiska tillståndet. Därefter har forskning visat att varje hjärtslag ger upphov till ett nytt, unikt cirkulationstillstånd, vilket kan yttra sig i tillfälliga avvikelser (såsom heart rate variability). Därför beräknas istället hjärtats slagindex, hjärtslag för hjärtslag, under flera minuter.